# Owen Hart
Owen James Hart (7. května 1965 – 23. května 1999) byl kanadsko-americký profesionální wrestler, který působil v několika promotérských společnostech včetně Stampede Wrestling, New Japan Pro-Wrestling (NJPW), World Championship Wrestling (WCW) a World Wrestling Federation (WWF). Největšího úspěchu dosáhl ve WWF, kde zápasil jak pod svým skutečným jménem, tak pod ringovými jmény The Blue Angel a The Blue Blazer.
Byl jednorázovým mistrem světa v těžké váze USWA Unified World Heavyweight, dvojnásobným interkontinentálním mistrem WWF, mistrem Evropy WWF, čtyřnásobným mistrem světa WWF v kategorii Tag Team a v roce 1994 vyhrál wrestlingový turnaj King of the Ring. Patřil mezi hlavní hvězdy mnoha placených akcí WWF. Byl všeobecně považován za jednoho z nejlepších wrestlerů v ringu.

## Mládí
Narodil se 7. května 1965 v Calgary v Albertě jako nejmladší z 12 dětí otci Stuovi a matce Helen Hartové. Jeho sourozenci byli Ellie, Georgia, Smith, Bruce, Keith, Wayne, Dean, Ellie, Georgia, Bret, Alison, Ross a Diana.
Měl řecké, irské, skotské a německé předky.
Ponechal si dvojí americko-kanadské občanství.

## Osobní život
V roce 1982 se seznámil s Marthou Joan Pattersonovou a vzali se o sedm let později. Měli spolu dvě děti, Ojeho Edwarda Harta a Athenu Christie Hartovou.

## Smrt
Zemřel 23. května 1999 před začátkem zápasu v Kemper Aréně v Kansas City ve státě Missouri. Zařízení, které ho spouštělo do ringu, se porouchalo a on před zraky diváků v přímém přenosu během akce WWF Over the Edge spadl ze 24 metrů a přistál hrudí na vrchní lano (přibližně metr od nejbližší vzpěry). Byl převezen do Truman Medical Center v Kansas City. Přestože byl několikrát oživován, zemřel na následky svých zranění. Později bylo zjištěno, že příčinou smrti bylo vnitřní krvácení v důsledku úderu tupým předmětem. Náraz přerušil aortu, v důsledku čehož Hart vykrvácel jen o několik minut později. Bylo mu 34 let.

## Úspěchy a ocenění
- Canadian Pro-Wrestling Hall of Fame
  - Class of 2022 – individually
  - Class of 2024 – s The British Bulldog
- George Tragos/Lou Thesz Professional Wrestling Hall of Fame
  - Class of 2018 (Posthumous Inductee)
- Legends Pro Wrestling
  - LPW Hall of Fame (Class of 2011)
- Prairie Wrestling Alliance
  - Prairie Wrestling Alliance Hall of Fame (Class of 2010)
- New Japan Pro-Wrestling
  - IWGP Junior Heavyweight Championship (1x)
- Pro Wrestling Illustrated
  - Editor's Award (1999)
  - Feud of the Year (1994) vs. Bret Hart
  - Rookie of the Year (1987)
  - Ranked No. 10 of the top 500 singles wrestlers in the PWI 500 in 1994
  - Ranked No. 66 of the top 500 singles wrestlers of the "PWI Years" in 2003
  - Ranked No. 84 of the top 100 tag teams of the "PWI Years" in 2003 – s Davey Boy Smith
- Professional Wrestling Hall of Fame
  - Class of 2019
- Pro Wrestling This Week
  - Wrestler of the Week (5.-11. července 1987)
- Canadian Wrestling Hall of Fame
  - Individually
  - With the Hart family
- Stampede Wrestling
  - Stampede British Commonwealth Mid-Heavyweight Championship (1x)
  - Stampede Wrestling International Tag Team Championship (1x) – s Benem Bassarabem
  - Stampede North American Heavyweight Championship (2x)
  - Stampede Wrestling Hall of Fame (Class of 1995)
- United States Wrestling Association
  - USWA Unified World Heavyweight Championship (1x)
- World Wrestling Federation
  - WWF European Championship (1x)
  - WWF Intercontinental Championship (2x)
  - WWF Tag Team Championship (4 times) – s Yokozunou (2), The British Bulldog (1) a Jeffem Jarrettem (1)
  - King of the Ring (1994)
  - Madison Square Garden Royal Rumble (1994)
  - WWF World Tag Team Championship Tournament (1997) – s The British Bulldog
  - WWF Intercontinental Championship Tournament (1997)
  - Slammy Award (3 times)
    - Biggest Rat (1994)
    - Squared Circle Shocker (1996)
    - Best Bow Tie (1997)
- Wrestling Observer Newsletter
  - Best Flying Wrestler (1987, 1988)
  - Feud of the Year (1997) s The Hart Foundation vs. Stone Cold Steve Austin